# 艾德·威斯維克
艾德·威斯維克（Edward Jack Peter Westwick，1987年6月27日—），是一名英國男演員及音樂家，因演出由小說改編成的美國熱門電視劇《花邊教主》中的查克·貝斯而為人熟悉。他亦是獨立搖滾樂團The Filthy Youth的主音。他在《人類之子》（2006年）首次在電影中亮相，此後出現在電影《非法入侵》（2006年）、《蘭鮑之子》（2007年）、《死亡幻覺2》（2009年）、《雪場女孩》（2011年）、《強·艾德格》 (2011),《羅密歐與朱麗葉》（2013年）,《喉嚨裡的骨頭》（2015年）,《怪獸高中》（2015 年）、《生死夏令營》（2016年）和《瘋子，我和你》（2021年）。

## 早年生活
威斯維克出生於倫敦漢默史密斯，他在赫特福德郡斯蒂夫尼奇長大。他是教育心理學家卡羅爾 ( née Blenkiron)和大學講師彼得·韋斯特維克 (Peter Westwick) 的小孩。家中有3個男孩他是最小的一個，他還有二位哥哥。他開始上音樂課，並從六歲起就讀於週六早上的戲劇學校。威斯維克曾在巴克萊學校和北赫特福德郡學院接受教育，在那裡他獲得了商業、法律和溝通方面的普通教育高級程度證書（A-levels）。他後來在倫敦的國家青年劇院接受培訓。

## 職業生活

### 演員
威斯維克曾在多部英國電視劇中出現，如《Doctors》（飾演Holden）、《急诊室》（飾演Johnny Cullin）及 《Afterlife》（飾演Darren）。

### 音樂
威斯維克是英國樂隊The Filthy Youth的成員。龐克樂團成立於2006年，靈感來自滾石樂團、門戶合唱團和里昂王族。歌曲“Come Flash All You Ladies”和“Orange”都出現在《花邊教主》的一集中。樂隊由Benjamin Lewis Allingham（吉他）、Jimmy Wright（吉他）、Tom Bastiani（貝斯）和John Vooght（鼓手）組成。

## 個人生活
從2007年《花邊教主》系列劇開始到2009年7月，威斯維克與在《花邊教主》共演的柴斯·克勞福合租在紐約曼哈頓的公寓。。
威斯維克自2008年末與在《花邊教主》共演的潔西卡·柔兒開始交往，在2010年5月分開了。
威斯維克亦是切爾西足球俱樂部的支持者。
他目前正在和英國女演員艾米·傑克森約會。

### 性侵犯指控
2018年1月7日止共被三名女性指控為性侵加害者，受害者能詳細說明情節。
這些對艾德威斯維克指控，都是在2個星期內發生，當時洛杉磯警方也隨即介入展開調查，在長達將近8個月的搜查程序，洛杉磯檢察官決定不起訴艾德威斯維克，在最新的的檢方備忘錄中顯示，其中2名女性提供的證人，都是在房門外，並未親身目睹，而且證人也沒有提供足夠的證據，讓檢方證實事件真偽，另外有一名女性也並沒有回應檢察方的調查，因此在證據不足的情況下，檢察官決定予以不起訴處分。

## 影視作品

### 電視劇
| 年份       | 電視節目名稱 | 原名        | 角色      | 備註 |
| ---------- | ------------ | ----------- | --------- | ---- |
| 2007年2012 | 花邊教主     | Gossip Girl | 查克·貝斯 |      |

### 電影
| 年份   | 電影名稱       | 原名                          | 角色                        | 備註       |
| ------ | -------------- | ----------------------------- | --------------------------- | ---------- |
| 2006年 | 末代浩劫       | Children of Men               | Alex                        |            |
| 2006年 | 非法入侵       | Breaking and Entering         | Zoran                       |            |
| 2007年 | 第二滴血       | Son of Rambow                 | Lawrence Carter             |            |
| 2008年 | 顫慄100步      | 100 Feet                      | Joey                        |            |
| 2009年 | 死亡幻覺2      | S. Darko                      | Randy                       |            |
| 2010年 |                | The Commuter                  | Boy in lift                 | 電影短片   |
| 2011年 |                | Chalet Girl                   | Jonny                       |            |
| 2011年 | 強·艾德格      | J. Edgar                      | Agent Smith，胡佛的傳記作者 |            |
| 2013年 | 羅密歐與茱麗葉 | Romeo and Juliet              | 提伯特                      |            |
| 2014年 | 絕命航班       | Last Flight                   | Charles                     |            |
| 2014年 |                | A Conspiracy on Jekyll Island | Ben                         | 後期製作中 |
| 2015年 |                | Kitchen Sink                  | Milan                       | 後期製作中 |
| 2015年 | 怪獸高中       | Freaks of Nature              |                             |            |
| 2016年 | 獵殺邊境       | Take Down                     | Billy Speck                 |            |

## 獎項
| 獎項   | 獎項                   | 獎項             | 獎項       | 獎項 |
| 年份   | 獎項                   | 項目             | 獲提名作品 | 結果 |
| ------ | ---------------------- | ---------------- | ---------- | ---- |
| 2008年 | 全美青少年選擇大獎     | 最愛電視男明星   | 花邊教主   | 提名 |
| 2008年 | 全美青少年選擇大獎     | 最愛電視反派角色 | 花邊教主   | 獲獎 |
| 2009年 | 全美青少年選擇大獎     | 最愛電視反派角色 | 花邊教主   | 獲獎 |
| 2009年 | Young Hollywood Awards | 最佳突破男演員   |            | 獲獎 |

## 外部連結
- 艾德·威斯維克在互联网电影资料库（IMDb）上的資料（英文）
- Ed Westwick在TV.com
- （英文） Ed Westwick的MySpace主頁
- （英文） Ed-Westwick.org （页面存档备份，存于）
- （英文） Ed Westwick Net
- （英文） Ed Westwick cast bio on The CW
- （英文） Ed Westwick （页面存档备份，存于） on Celebuzz
- （英文） Chuck Bass